# Гусак Василь Васильович
Василь Васильович Гусак (Псевдо:«Вивірка»; 1913, с. Саджава, Богородчанський повіт, Королівство Галичини та Володимирії, тепер — Богородчанський район, Івано-Франківська область — 9 січня 1946, с. Лесівка, Богородчанський район, Івано-Франківська область) — український військовик, сотенний Відділу 78 «Верховинці» ТВ-22 «Чорний ліс» Військової округи-4 «Говерла» групи УПА-Захід.

## Життєпис
У 1943 р. вступив до УНС, закінчив підстаршинську школу «Грегіт». Восени 1944 р. — командир чоти сотні УПА «Месники» куреня «Смертоносці» групи «Чорний Ліс» у званні старшого вістуна. 
Після розгрому куреня навесні 1945 р. отримав наказ сформувати і вишколити нову сотню. Наказом ГВШ 10 жовтня 1945 р. підвищений у званні до старшого булавного. 
Загинув у с. Лесівка Надвірнянського р-ну, похований там же.
Посмертно підвищений у званні до поручника УПА.

## Нагороди
- Нагороджений Бронзовим Хрестом Бойової Заслуги (1946)[1].